# Jason Queally
Jason Paul Queally (11 maggio 1970) è un ex pistard britannico, specialista di velocità a squadre e chilometro a cronometro.
Ha vinto due medaglie olimpiche, entrambe ai Giochi di Sydney nel 2000, una d'oro nel chilometro a cronometro e una d'argento nella velocità a squadre in terzetto con Chris Hoy e Craig MacLean. In carriera ha partecipato anche ai Giochi olimpici di Atene nel 2004.
Ai campionati del mondo ha vinto la medaglia d'oro nella velocità a squadre nel 2005, oltre a quattro argenti (1999, 2000, 2005 e 2006) e due bronzi (2000, 2001) in diverse specialità. Ha inoltre ottenuto una medaglia d'oro nella velocità a squadre ai campionati europei Elite 2010 e, in rappresentanza dell'Inghilterra, cinque argenti ai Giochi del Commonwealth (uno nel 1998, due nel 2002 e due nel 2006).